# Мохамад Реза Рахими
Мохамад Реза Рахими (на персийски: محمدرضا رحيمی) е ирански политик. Вицепрезидент на Иран от 13 септември 2009 г. до 3 август 2013 г. Бивш депутат и управител на провинция Кордестан.
На 15 февруари 2015 г. Рахими е осъден за корупция и понастоящем е в затвора в Евин.

## Биография
Рахими е роден в кюрдско шиитско семейство на 11 януари 1949 г. в Серишабад, провинция Кордестан. Получава диплома по право от Техеранския университет. Също твърди, че притежава докторска степен от Оксфордския университет, но няма данни името му да е намерено в университета, а също и това твърдение е сериозно оспорвано от много ирански източници. Рахими се счита за втори високопоставен член на администрацията на Ахмадинеджад, който лъже за получаване на докторска степен от Оксфордския университет, като другият е Али Кордан. Алеф, ирански сайт, който е собственост на Ахмад Таваколи, публикува документи, претендиращи да разкриват фалшиви документи, създадени от Рахими.

### Кариера
Рахими работи като прокурор в Корве и Сенендедж. Оглавява градския съвет на Сенендедж. През този период, той преподава право в университета Азад и работи като ректор за кратко време.
Избран е за член на парламента на Иран от своята провинция на Кордестан през 1980 г. като член на Ислямската републиканска партия. Депутат е до 1992 г., когато подава оставка. Заема много позиции като депутат, като например ръководител на Комисията по изкуства и член на Комисията за външната политика. След това е назначен за управител на провинция Кордестан през август 1993 г. от тогавашния президент Али Акбар Хашеми Рафсанджани и е на поста до август 1997 г., когато Мохамад Хатами е избран за нов президент. По време на управлението си, Рахими се среща с Махмуд Ахмадинеджад.
Той е активен в президентската кампания на Махмуд Ахмадинеджад през 2005 г. президентски избори. На 13 септември 2009 г. е назначен за първи вицепрезидент на Иран с декларация от президента Махмуд Ахмадинеджад, и наследява Есфандияр Рахим Машей, който е за кратко.
Рахими е изпълняващ дейността президент на Иран от 20 април 2011 г. до 1 май 2011 г., когато президента Ахмадинеджад бойкотира служебните си задължения. Кандидатира се за президентския пост на изборите през 2013 г., но оттегля кандидатурата си в през май 2013 г. След избирането на Хасан Рухани като президент, мандатът му приключва като първи вицепрезидент.

### Изявления за евреите и наркотиците
На международна конференция за борба с наркотиците, проведена в Техеран от Службата на ООН по наркотиците и престъпността на 26 юни 2012 г., Рахими прави антисемитско изказване, при което най-малко 10 западни дипломати присъстват, обвинявайки Талмуда за разпространението на наркотиците по света. Той заявява, че Талмуда учи „как да се унищожат не-евреите, така че да се защити ембриона в утробата на една еврейска майка“ и, че „ционисти“ контролират незаконната търговия с наркотици. Той твърди, че неговото „доказателство“ е, че там няма нито „един ционист, който да е наркоман“. „The New York Times“, който отрзява конференцията, цитира Рахими да казва, че ционисти нареждат на гинеколози да убиват черни бебета и, че Руската революция от 1917 г. е създадена от евреи – въпреки че никой от тях не умира в нея. Изявленията му са излъчени и от агенция „Fars News“.

### Обвинения в корупция
Въз основа на твърденията на най-малко двама членове на иранския парламент (Меджлис), Рахими оглавява корупционна група, която става известна като „Кръгът Фатеми“. Този кръг има офис на улица „Фатеми“ в Техеран. Надеран, член на Меджлиса, който е в близост до Ахмад Таваколи, разкритикува съдебната система за да не бъде арестуван. Мотахари, друг член на Меджлиса, иска от Ахмадинеджад да си сътрудничат със съдебната система по този въпрос и нарича обвиненията сериозни.
През януари 2015 г., Иранската съдебната обявява, че Рахими е осъден на 5 години затвор и приблизително на $1 милион глоба.

#### Обвинителен акт
На 1 септември 2014 г. Рахими е осъден на затвор и парична глоба, както и е осъден на още такси. Присъдата трябва да бъде финализирана до апелативен съд за подробностите от обвинителния акт и да бъде разкрита. На 21 януари 2015 г. Върховният съд на Иран осъжда Рахими на пет години и 91 дни затвор и го глобява да плати 10 милиарда ирански риала. Също така е осъден да заплати на компенсация от 28,5 милиарда риала.